# Kástro (Sifnos)

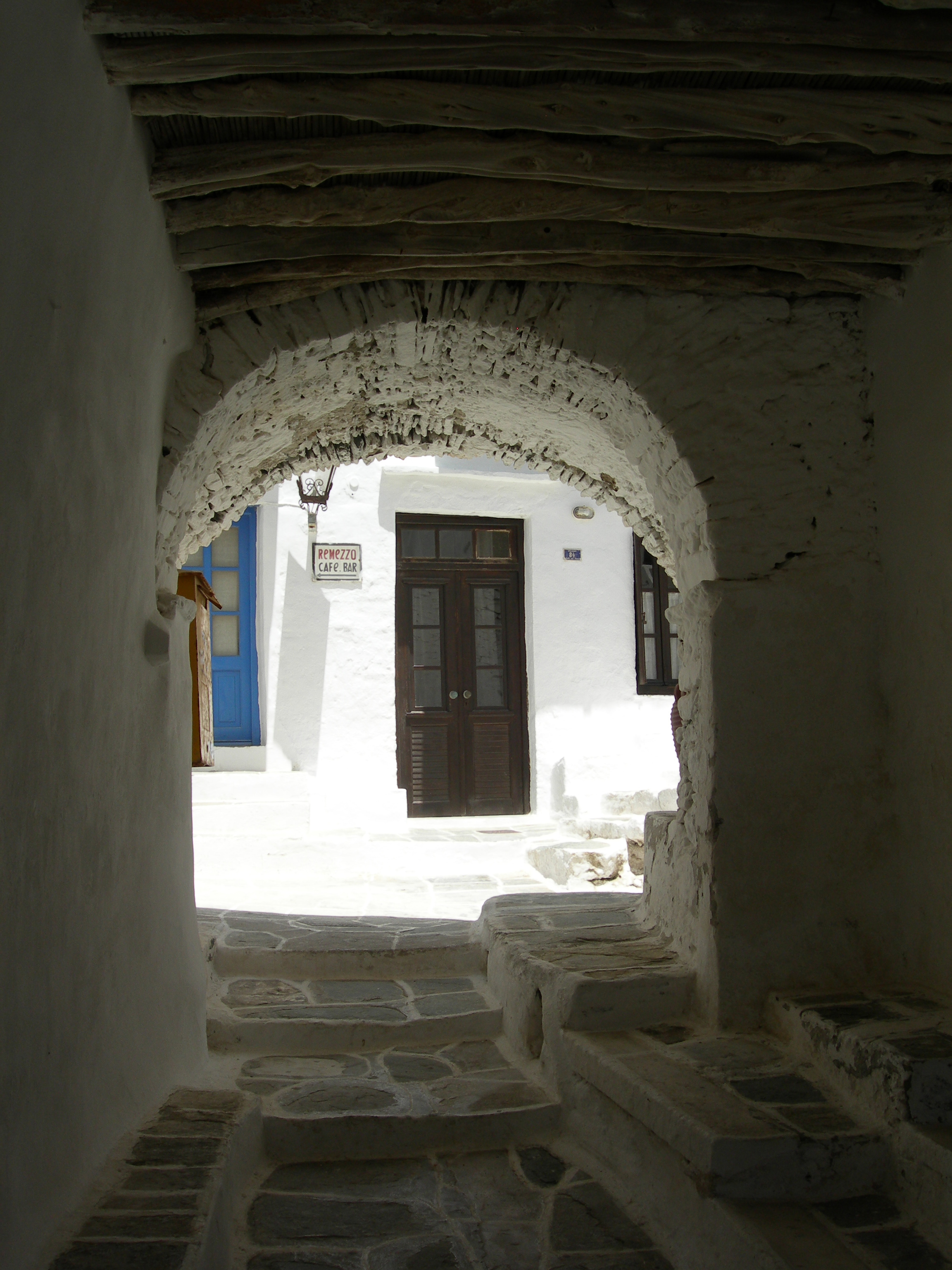
Une des entrées médiévales (loggia) de Kástro

Kástro (en grec : Κάστρο, le château) est un village sur l'île de Sifnos, dans l'archipel des Cyclades en Grèce.
C'est un site très ancien et fortifié, comme l'indique son nom, situé au sommet d'une colline, au bord de la mer, à environ 5 kilomètres d'Apollonía.
Le village actuel, datant de la période médiévale, est construit sur l'emplacement de la cité antique dont il conserve des vestiges (murs de l'acropole, colonnes, tombeaux). Il est bâti selon un modèle qui se retrouve dans plusieurs îles des environs, les maisons étant construites de façon concentrique, leurs murs extérieurs formant un rempart. Il était le lieu de résidence de la population latine et des familles nobles, dont les blasons sculptés au-dessus des portes sont parfois encore visibles. Il abrite plusieurs églises dont les anciennes cathédrales catholique et orthodoxe.
La localité fut la capitale de l'île de Sifnos jusqu'en 1836.